# Parecís jezik
Parecís jezik (haliti, paresí, paressí; ISO 639-3: pab), jezik Paressí Indijanaca koji se govori u petnaeest do dvadeset sela u brazilskoj državi Mato Grosso, i na području od oko 6 000 četvornih kilometara.  sela 
Pripada jezičnoj porodici arawak, skupina maipure. 1 290 govornika (1999 ISA). U sedam sela postoje škole.

## Vanjske poveznice
- Ethnologue (14th)
- Ethnologue (15th)